# Ribeira da Fonte Nova (Toledo)
A Ribeira da Fonte Nova é um curso de água localizado na aldeia de Toledo, concelho da Velas, ilha de São Jorge, arquipélago dos Açores, Portugal.
Este curso de água tem origem a uma cota de cerca de 800 m de altitude, nos contrafortes montanhosos da Cordilheira Central da ilha, nas imediações do Pico das Caldeirinhas.
Procede à drenagem de uma bacia hidrográfica que engloba os contrafortes desta elevação e também dos contrafortes Norte do Pico do Pedro.
Desagua no Oceano Atlântico depois de atravessar a Localidade do Toledo, e de se precipitar de uma falésia com mais de 600 m de altura a caminho da Fajã da Ponta Furada.